# 송현동 (인천)
송현동(松峴洞)은 인천광역시 동구에 위치한 법정동이자 2개 행정동(송현1.2동·3동)의 통칭이다.

## 개요
송현1.2동은 1998년에 송현1동과 2동을 합동하여 생겨났다. 옛 송현1동은 화도진로를 중심으로 조성된 중앙시장(양키시장)과 해방 이후 자연스럽게 형성된 송현시장 등이 들어서 있는 전형적인 상가 지역이었으나, 현재는 재래시장의 현대화라는 과제를 안고 있다. 송현2동은 수문통 하천을 통해 배다리까지 배가 들어옴에 따라 조그만 항구가 형성되면서 수도국산 중턱을 중심으로 발생한 주거지역이 주를 이뤘다. 현재는 주거환경개선사업으로 솔빛주공아파트 1차, 2차가 들어서면서 주택과 상가가 함께 공존하는 복합지역으로 형성되면서 동구에서 가장 큰 동이 되었다. 송현3동은 불량 노후주택에 따른 주거환경개선사업(아파트 건립 및 공원조성)이 활발하게 진행되고 있으며, 해수면을 매립하여 대단위 산업유통센터를 건립하였으며, 주민의 대다수가 봉급생활자로 구성된 지역이다. 또한 수도권제2순환고속도로의 지하 구간이 송현동에 이미 뚫려 있음에 따라 삼두1차아파트의 붕괴 위기가 JTBC 뉴스룸 등 뉴스를 통해 이미 소개된 적이 있어, 삼두1차아파트에 거주하고 있는 주민들을 다른 곳으로 이주할 계획까지 발표되기도 한다.

## 연혁
- 1906년 : 인천부 다소면 송현리
- 1936년 10월 1일 : 인천부 송현정
- 1956년 : 인천시 삼육동
- 1962년 5월 21일 : 송현1~4동으로 분동[1]
- 1968년 1월 1일 : 인천시의 구제 실시에 따라 동구 관할에 속함
- 1998년 10월 27일 : 송현1동과 송현2동을 송현1·2동으로 통합[2]

## 교육
- 인천송현초등학교

## 사진

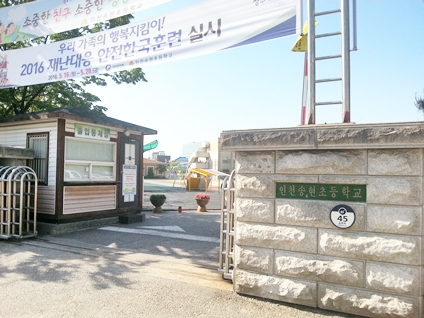
인천송현초등학교 교문
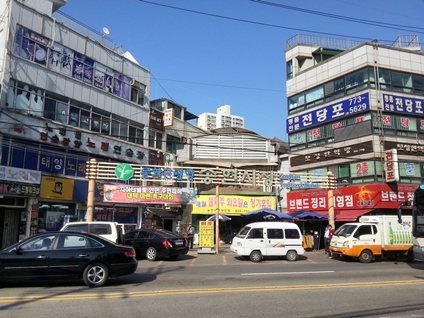
송현시장 입구
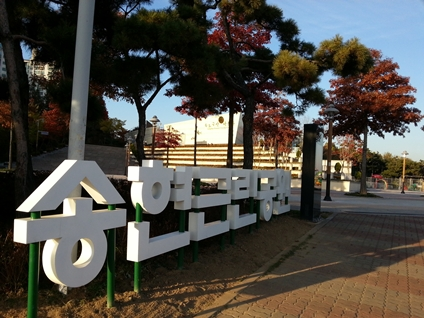
송현근린공원 입구
수도국산달동네박물관

## 아파트
| 단지명              | 건설사                                        | 시행사       | 주소                            | 입주        | 비고            |
| ------------------- | --------------------------------------------- | ------------ | ------------------------------- | ----------- | --------------- |
| 솔빛마을 주공 1단지 | 한신공영 삼능건설㈜ 대우자동차판매㈜ 건설부문 | 대한주택공사 | 동구 송현로 50                  | 2003년 4월  | 수도국산 재개발 |
| 솔빛마을 주공 2단지 | 요진산업㈜                                    | 대한주택공사 | 동구 송현로 39 동구 화수로 8-10 | 2003년 12월 |                 |